# Claudia Rex
Pia Claudia Rex Nielsen (født 16. november 1986) er en dansk radiovært, tøjdesigner og iværksætter. Hun er indehaver af Det Danske Bryllupskompagni. 

## Karriere
Siden hun var 3 år, har Claudia danset sportsdans og har vundet mange mesterskaber. Hun har blandt andet vundet:
- DM adskillige gange
- Sølv ved Nordiske Mesterskaber
- Sølv ved Iceland Open
- 4. Plads ved Belgium Open
- 8. Plads ved Copenhagen Open
- 5. Plads ved International

Hun har desuden repræsenteret Danmark til verdensmesterskaberne og danset i utallige udenlandske turneringer.
Claudia Rex har medvirket som model og danser i musikvideoer, reklamer, shows mm. og har medvirket i flere tv-programmer, bl.a. i TV3’s Magi I Luften og Bikini Islands.
Claudia Rex er uddannet tøjdesigner fra Københavns Mode og Designskole og lever både af sin dans og sit design.

### Vild med dans
Claudia Rex er en af de professionelle dansere i tv-programmet Vild med Dans, hvor hun i 2009 dansede med den unge musiker Basim, i 2010 med fodboldspilleren Patrik Wozniacki og i 2011-udgaven dansede hun med bokseren Patrick Nielsen. I 2012 dansede hun med Bingo Banko-vært Joakim Ingversen, med hvem hun desuden vandt konkurrencen, og imellem september og december 2013 har dannet par med privat. I 2013 dansede hun med fodboldspiller Mads Laudrup, og i 2014 var skuespiller Johannes Nymark hendes partner i Vild med Dans.
I program fire af sæson 20 er Claudia Rex gæstedommer.

## Privat
Hun begyndte i 2014 at danne par med Kasper Svenstrup, den ene halvdel af dj og producer-duoen Svenstrup & Vendelboe. Parret brød med hinanden i marts 2017.
Hun er efterfølgende i maj 2017 blevet kærester med skuespilleren Pelle Emil Hebsgaard. Parret blev gift 1. september 2018 i Fredriksborg Slotskirke.
Parret fik deres første barn i august 2019.